# Soldier Boy (canción de Elvis Presley)
Soldier Boy ("Muchacho soldado") es una balada compuesta por David Jones y Theodore Williams Jr grabada por Elvis Presley para su álbum Elvis Is Back! luego de su regreso a los Estados Unidos tras cumplir con dos años de servicio militar, de los cuales el segundo lo realizó en Alemania durante el período de la ocupación aliada. La canción tiene una connotación significativa en la vida de Elvis debido a que por ese entonces su mánager y la compañía RCA seguía explotando la figura de Presley como paradigma del soldado norteamericano, algo que también sucedería con películas como G. I. Blues y Kissin' Cousin donde Elvis también encarnaba roles de soldado. 
Además del mencionado álbum y su posterior reedición en 2011, Soldier Boy se editó en una serie de compilados entre los que destacan las colecciones From Nashville To Memphis - The Essential 60's Masters y Elvis Presley 20 Original Albums.

## Grabación
Presley grabó la canción el 20 de marzo de 1960 en el legendario Estudio B de la compañía RCA en Nashville, Tennessee, poco después de un breve descanso desde su llegada de Europa. La balada tiene un formato clásico de las baladas de los años 1950 con una destacada participación en este caso, del piano de Floyd Cramer y un sostenido apoyo vocal por parte de los coros del grupo The Jordanaires. Durante las sesiones se realizaron tomas alternativas con Hank Garland en el bajo eléctrico y con Buddy Harman en la batería.

### Músicos
- Elvis Presley - voz y guitarra acústica rítmica
- Scotty Moore - guitarra eléctrica
- Bob Moore - contrabajo
- Floyd Cramer - piano
- D. J. Fontana - batería
- The Jordanaires - coros

#### Tomas alternativas
- Hank Garland - bajo eléctrico
- Buddy Harman - batería

## Letra

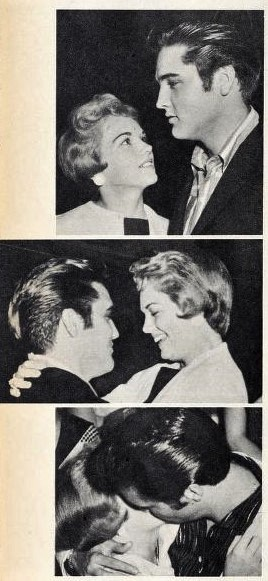
Elvis junto a su antigua novia Anita Wood

La letra habla acerca de un deprimido soldado que siente una gran ansiedad acerca de si su novia seguirá a su lado cuando finalmente él regrese del ejército, mientras que alguien cercano a él le asegura que el hecho de que ella le haya seguido enviando cartas aún en su tristeza, es una prueba de que ella aún lo ama y estará allí cuando regrese sin importar que él deba marcharse por tierra o por mar.
Soldier boy tell me why do you cry
When you return she'll rush to your side
It's written in the blue
That she was meant for only you
So prove your love is true
She'll be there to say I do
And if you go o'er sea or land

She'll make you understand

## Ediciones
- Elvis Is Back! (álbum) RCA 1960
- From Nashville To Memphis - The Essential 60's Masters RCA 1993[6]
- Elvis Presley (álbum) Disky 2010
- Elvis Is Back! [Legacy Edition] RCA 2011[7]
- 20 Original Albums (The Perfect Elvis Presley Collection) RCA 2012[4]
- 15 Original Albums RCA 2012[8]

## Contexto histórico

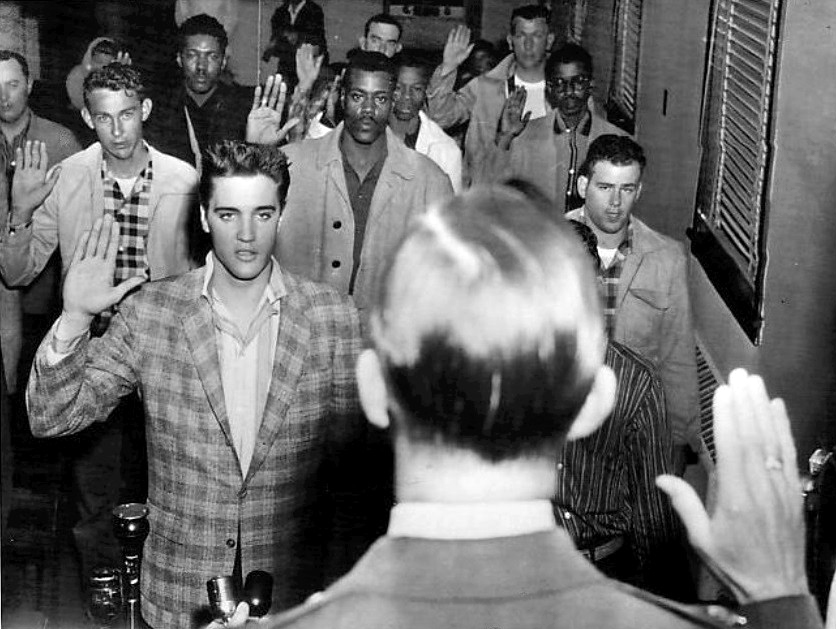
Reclutamiento de Elvis en el ejército

Cuando Elvis cumplió los 21 años el 8 de enero de 1956, él sabía que existía la posibilidad de ser llamado por las Fuerzas Armadas de los Estados Unidos de un momento a otro. Finalmente recibió la notificación cerca de la Navidad del año siguiente, pero previo pedido de autorización al Pentágono inició su entrenamiento recién en marzo del 1958 porque estaba comprometido con la producción de la película King Creole.
El ejército no pretendía que Elvis realmente cumpliera como cualquier otro ciudadano las tareas correspondientes a un soldado raso sino que tuviera unos seis meses de entrenamiento básico, mientras que el artista brindara shows musicales periódicos para ellos. Ante esta propuesta, su mánager el coronel Tom Parker se negó debido a que los shows que los artistas brindaban para el ejército, eran grabados y venidos a los canales de televisión, lo que implicaba que en este caso su mánager no cobraría por sichos shows, por lo cual Parker prefirió que Elvis cumpliera con el servicio militar como cualquier otro civil. Además la idea de Parker era que el explotar la figura de Elvis como un soldado en cumplimiento de sus deberes civiles sería visto como un acto de patriotismo y lo convertiría en una especie de héroe nacional con el correspondiente aumento de su fama.
La figura de Elvis Presley como soldado sirvió para fomentar la credibilidad del pueblo norteamericano en un ejército que venía de perder una guerra en Corea. Desde su famoso corte de cabello tras el reclutamiento hasta su ascenso de soldado raso hasta el rango de sargento, a diario se informaba de los progresos de Presley dentro de la milicia.
La lírica de la canción Soldier Boy acerca de un joven soldado preocupado por si su antigua novia aún seguirá junto a él cuando regrese, tiene a su vez una connotación dentro de la vida sentimental de Elvis, ya que cuando él se incorporó a las filas, aún mantenía una relación con su novia Anita Wood, mientras que su posterior estadía en Alemania lo había alejado de ella y allí conocería a su futura esposa Priscilla, la cual en algún momento llegó a sospechar que cuando Elvis regresara a USA tras egresar del servicio militar, posiblemente volvería a los brazos de Anita, lo cual en cierta medida sucedió, aunque ellos terminaron su relación en 1962.